# NGC 7618
NGC 7618 este o galaxie eliptică situată în constelația Andromeda. A fost descoperită în 8 octombrie 1879 de către Édouard Stephan⁠(d). Se află la o distanță de 71,37 de megaparseci de Pământ.